# Gallatin megye (Illinois)
Gallatin megye az Amerikai Egyesült Államokban, azon belül Illinois államban található. Megyeszékhelye és legnagyobb városa Shawneetown. Lakosainak száma 4946 fő (2020. április 1.). Gallatin megye White, Hardin, Posey, Union, Saline és Hamilton megyékkel határos.

## Népesség
A megye népességének változása:
| Lakosok száma | 5578 | 5519 | 5439 | 5415 | 5265 | 4946 |
|               | 2010 | 2011 | 2012 | 2013 | 2015 | 2020 |